# ISO 3166-2:CG
کد ISO 3166-2:CG بخشی از استاندارد ایزو ۳۱۶۶ برای کشور جمهوری کنگو است که توسط سازمان بین‌المللی استانداردسازی ISO تنظیم شده‌است این سازمان، کدهای استاندارد را برای تقسیمات کشوری (ایالت‌ها یا استان‌های) کشورهای فهرست شده در استاندارد ایزو ۳۱۶۶-۱ تعریف می‌کند.
هر کد شامل دو بخش می‌گردد که توسط علامت - جدا می‌گردند.
- بخش نخست CG که در ایزو ۳۱۶۶-۱ آلفا-۲ کد کشور جمهوری کنگو است.
- بخش دوم شامل یک یا دو یا سه حرف است که بیان کننده استان یا ایالت کشور جمهوری کنگو می‌باشد.

## کدها
| کدها   | استان                                       |
| ------ | ------------------------------------------- |
| CG-BZV | برازاویل                                    |
| CG-11  | Bouenza Department                          |
| CG-8   | Cuvette Department                          |
| CG-15  | Cuvette-Ouest Department                    |
| CG-5   | Kouilou Department                          |
| CG-2   | Lékoumou Department                         |
| CG-7   | لیکوالا                                     |
| CG-9   | Niari Department                            |
| CG-14  | Plateaux Department (Republic of the Congo) |
| CG-12  | Pool Department                             |
| CG-13  | Sangha Department (Republic of the Congo)   |